# Christine (2016)
Christine är en amerikansk biografisk dramafilm från 2016, regisserad av Antonio Campos och skriven av Craig Shilowich. Filmen skildrar den tragiska historien om Christine Chubbuck, en TV-journalist som begick självmord under en livesändning 1974. Med Rebecca Hall i huvudrollen utforskar filmen de personliga, professionella och psykologiska faktorer som ledde till händelsen.

## Handling
Filmen utspelar sig 1974 och följer Christine Chubbuck (Rebecca Hall), en ambitiös och idealistisk reporter i Sarasota, Florida. Christine kämpar för att balansera sitt yrkesliv, där hon vill producera meningsfull journalistik, med arbetsgivarnas krav på att fokusera på sensationella nyheter. Hon står också inför personliga utmaningar, inklusive ett svårt förhållande till sin mamma (Maria Dizzia) och sina egna psykiska hälsoproblem.
Christine hamnar i en spiral av ensamhet och frustration när hon känner att hennes karriär står stilla och hennes idéer ignoreras. Trycket intensifieras när hon får veta att en möjlig befordran går till en kollega. Filmen kulminerar i det ödesdigra ögonblicket då Christine tar sitt liv under en livesändning av morgonnyheterna.

## Rollista
- Rebecca Hall som Christine Chubbuck, huvudpersonen och TV-reportern.
- Michael C. Hall som George Peter Ryan, Christines kollega och potentiella kärleksintresse.
- Maria Dizzia som Jean Chubbuck, Christines mamma.
- Tracy Letts som Michael Nelson, Christines chef.
- Timothy Simons som Steve Turner, en kollega på TV-stationen.

## Produktion
Craig Shilowich skrev manuset efter att ha forskat om Christine Chubbucks liv och död, inspirerad av sin egen erfarenhet av psykiska hälsoproblem. Rebecca Hall fick rollen som Christine efter att regissören Antonio Campos imponerades av hennes förmåga att uttrycka komplexa och djupt rotade känslor.
Filmen spelades in på plats i Florida för att fånga miljön där den verkliga historien utspelade sig. Rebecca Hall hyllades för sin intensivt engagerade prestation, där hon porträtterade Christines isolering och känslomässiga kamp med stor autenticitet.

## Mottagande
Christine möttes av övervägande positiva recensioner från kritiker, med särskilt beröm för Rebecca Halls insats. Kritiker uppskattade också filmens nyanserade behandling av ämnen som psykisk ohälsa, könsdynamik på arbetsplatsen och sensationens roll i journalistik.
Trots lovord hade filmen en begränsad kommersiell framgång, sannolikt på grund av dess tunga och tragiska ämne. Filmen väckte debatt om ansvar och etik inom media och om hur psykisk ohälsa bör representeras i populärkulturen.

## Bakgrund
Christine Chubbucks självmord blev en nationell sensation och har sedan dess varit föremål för debatt om journalistikens press och psykologiska påfrestningar. Hennes berättelse har också inspirerat flera andra filmer och dokumentärer, inklusive 2016 års Kate Plays Christine av Robert Greene.
Christine anses vara en respektfull och gripande bearbetning av en tragisk berättelse, och den lyfter fram vikten av att diskutera psykisk hälsa öppet.